# Rhegmoclema alluaudi
Rhegmoclema alluaudi är en tvåvingeart som beskrevs av Edwards 1914. Rhegmoclema alluaudi ingår i släktet Rhegmoclema och familjen dyngmyggor. Inga underarter finns listade i Catalogue of Life.